# Gilbert Prouteau
Gilbert Prouteau (geboren 14. Juni 1917 in Nesmy; gestorben 2. August 2012 in Cholet) war ein französischer Schriftsteller und Leichtathlet.

## Leben
Gilbert Prouteau war als Leichtathlet aktiv und wurde 1939 bei den französischen Meisterschaften Zweiter im Dreisprung, nach dem Krieg stand er im Jahr 1946 auf Platz 6 der Bestenliste in Europa. Er war 1948 für die Olympiade in London nominiert, konnte aber wegen einer Verletzung nicht antreten. Prouteau arbeitete stattdessen als Berichterstatter für die Wochenzeitung Carrefour und nahm am Kunstwettbewerb der Olympischen Sommerspiele teil. Er gewann für sein Gedicht über eine Männer-Staffel Rythme du Stade die Bronzemedaille in der Kategorie Lyrik, die Goldmedaille ging an die Finnin Aale Tynni.
Prouteau schrieb an die fünfzig Bücher. Der Roman Le Sexe des Anges (1952) stand auf der Shortlist des Prix Goncourt. Der biografische Roman Le Dernier défi de Georges Clemenceau erhielt 1980 den Prix Broquette-Gonin. Unter Prouteaus weiteren Auszeichnungen war 1959 der Prix Sainte-Beuve für La peur des femmes. Er erhielt 2009 einen Preis für seine Lebensleistung (Le Prix de la carrière) von der Association de écrivains sportifs. In seinem letzten Lebensjahr wurde er zum Kommandeur des Ordre des Arts et des Lettres ernannt.
Proteau drehte drei Filme, La vie passionnée de Clémenceau (1953), der beim Festival de Cannes im Wettbewerb gezeigt wurde, Je m'appellerai Guillaume Apollinaire (1953) sowie Dieu a choisi Paris (1969) mit Jean-Paul Belmondo.
Anfang der 1990er Jahre war er zusammen mit Jean-Pierre Thiollet einer der Autoren der französischen Zeitschrift L'Amateur d'Art.
Prouteau lebte in der Vendée, über die er 2010 ein Buch veröffentlichte.

## Werke (Auswahl)
- Rythme du Stade. Lyrik. Lugdunum, 1942 Manuskript
- La part du vent. Lyrik. Ariane, 1947
- (Hrsg.): Anthologie des textes sportifs de la littérature. Défense de la France, 1948 (Paris : Plon, 1972)
- Saison blanche. Amiot Dumont, 1951
- Le Sexe des Anges. Roman. Grasset, 1952
  - Das Geschlecht der Engel : Roman. Übersetzung Rudolf von Jouanne. Wien : Zsolnay,  1965
- Balle de match. Roman. Paris : Amiot-Dumont, 1954
- La peur des femmes. Grasset, 1959
- Tout est dans la fin. Robert Laffont, 1971
- mit Thierry Maulnier: L' Honneur d'être juif. Paris : Laffont, 1971
- Le Dernier Défi de Georges Clemenceau. Biographie. France Empire, 1979
- Le grand roman de Jules Verne: sa vie. Stock, 1979
- La Nuit de l'île d'Aix ou le Crépuscule d'un dieu. Albin Michel, 1985
- Gilles de Rais ou la Gueule du loup. Éditions du Rocher, 1992
- Je te dis qu’il faut vivre. Autobiographie. Editions Hérault, 1998
- Monsieur l'instituteur : l'âge d'or de la laïque. Albin Michel, 2000
- Je passe aux aveux. Entretiens avec Xavier Armange. Saint-Sébastien-sur-Loire : Éditions d'Orbestier, 2002, ISBN 978-2-84238-045-8
- Les Soleils de minuit. Editions Hérault, 2003
- Rabelais en Vendée : la genèse d’un génie. Le Château-d’Olonne : Éditions D'Orbestier, 2004
- Les Orgues d’Hélène. Lyrik. Écho Optique, 2007
- Le Roman de la Vendée. Chronik. Geste, 2010
- Les mots de passe. Essay. Editions du Petit Pavé, 2013 (postum)